# Antef I
Antef I was een farao van de 11e dynastie. De koning was bekend onder de naam Antef I of Intef I.

## Biografie
Antef I was een farao uit het huis van Thebe. Hij proclameerde zichzelf tot koning nadat hij de koningsnaam (horusnaam en cartouche) had aangenomen. Hij concurreerde met de koningen van de 9e en 10e dynastie en startte dus een burgeroorlog tegen Anktifi. Hij heroverde verscheidene steden: Thebe, Abydos en Thinis en breidde zijn macht uit tot aan Dendera. Na de nederlaag van Anktifi won de farao meer terrein.
De regeringsperiode van Antef I is onbekend maar wordt geschat op 16 jaar, omdat op de Turijnse koningslijst Mentoehotep I en Antef I worden gecombineerd. Hij werd opgevolgd door zijn broer, Antef II.